# Gustaf Kossinna

Gustaf Kossinna (1907)

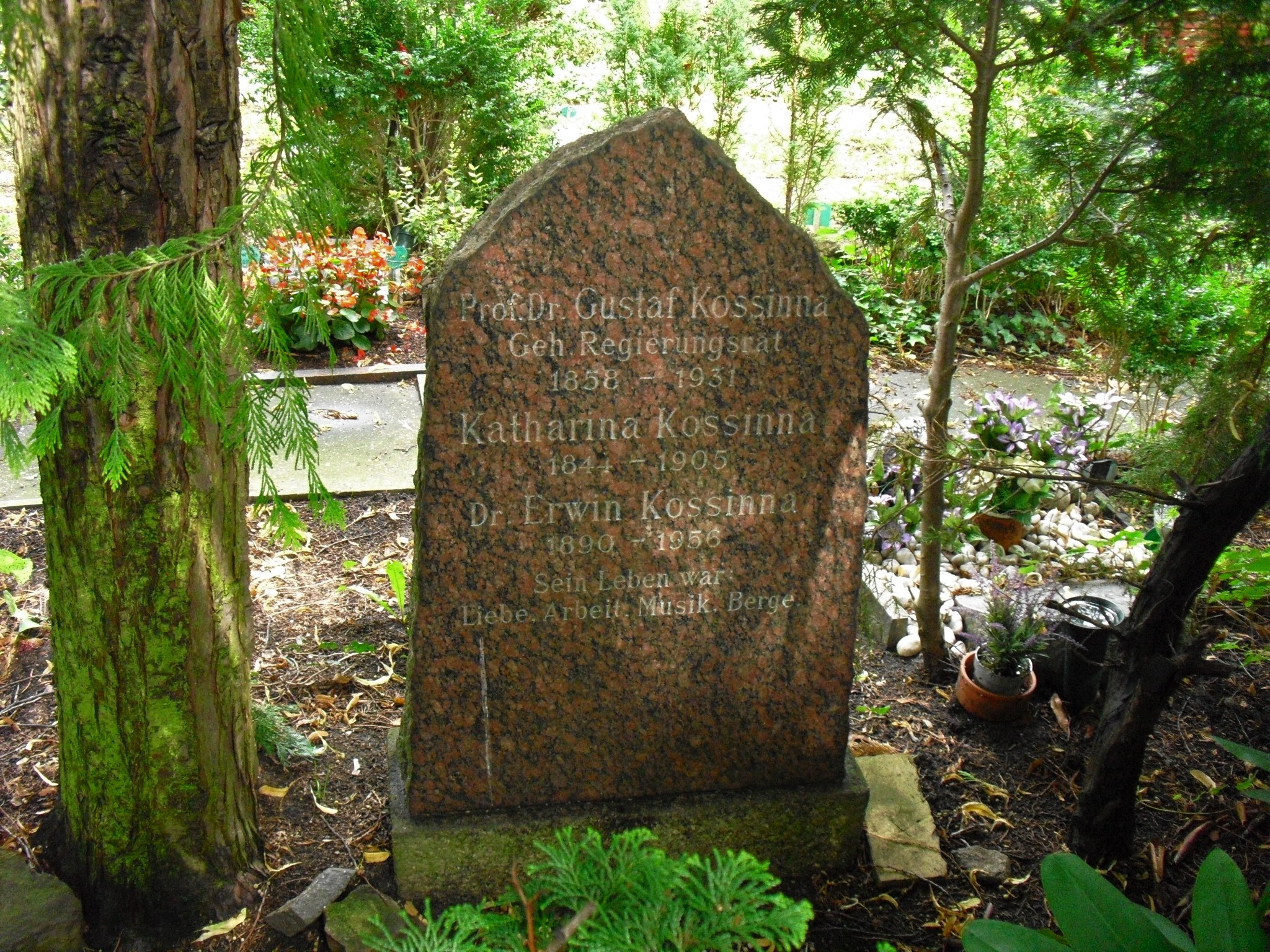
Gustaf Kossinnas Grabstein auf dem Friedhof Lichterfelde

Gustaf Kossinna (Kossina) (* 28. September 1858 in Tilsit; † 20. Dezember 1931 in Berlin) war Prähistoriker und Professor der „Deutschen Archäologie“ an der Universität Berlin. Er war neben Carl Schuchhardt der einflussreichste deutsche Prähistoriker und entwickelte die sogenannte Siedlungsarchäologische Methode.

## Leben
Gustaf Kossinna, Sohn eines Gymnasiallehrers masurischer Abstammung, besuchte die Königliche Litthauische Provinzialschule. Nach dem Abitur studierte er in Göttingen, Leipzig, Berlin und Straßburg klassische und germanische Philologie. Er war Schüler bei Karl Viktor Müllenhoff, der ihn für die germanische und indogermanische Altertumskunde gewann. Er wurde unter dem Eindruck von Otto Tischlers Schriften Vorgeschichtsforscher. Auch Friedrich Ratzel (ethnologische Kulturkreislehre) beeinflusste ihn. In Straßburg wurde er 1881 mit einer germanistischen Arbeit Die ältesten hochfränkischen Sprachdenkmäler zum Dr. phil. promoviert. Während seines Studiums wurde er Mitglied des Akademischen Gesangvereins Arion Straßburg.
Ab dem 1. Oktober 1881 arbeitete er aushilfsweise als Signator an der Universitätsbibliothek in Halle, ab 1. Juli 1886 als Assistent an der Universitätsbibliothek Berlin. Von Januar 1887 bis 1892 war er Bibliothekar und Kustos an der Universitätsbibliothek Bonn. Ab 1892 arbeitete er an der Königlichen Bibliothek Berlin.
1896 hielt er in Kassel den Vortrag Die vorgeschichtliche Ausbreitung der Germanen in Deutschland. Im Mai 1900 erhielt er den persönlichen Professorentitel, aber erst 1902 wurde er zum außerordentlichen Professor für deutsche Archäologie an der Universität Berlin ernannt.
Als nach dem Tod von Albert Voß im Jahr 1906 die Direktorenstelle der Vorgeschichtlichen Abteilung der Königlichen Museen in Berlin erneut zu besetzen war, hoffte Kossinna auf Berücksichtigung, obwohl er niemals an Ausgrabungen beteiligt war und sich in seinen Forschungen einzig auf das Sichten von Sammlungen stützte. Ihm wurde Carl Schuchhardt vorgezogen, der die Leitung 1908 übernahm. Ein Jahrzehnte währender Konflikt begann, der die deutsche Vorgeschichtsforschung zunehmend in zwei Lager spalten sollte. Auf die Berufung Schuchhardts und die von Schuchhardt initiierte Gründung der Prähistorischen Zeitschrift als Organ der Berliner Gesellschaft für Anthropologie, Ethnologie und Urgeschichte, deren Mitglied auch Kossinna war, im Jahr 1909 reagierte Kossinna noch im gleichen Jahr mit der Gründung der seit 1905 geplanten Deutschen Gesellschaft für Vorgeschichte, die mit deutlicherer Ansprache der Zielsetzung 1913 in Gesellschaft für Deutsche Vorgeschichte umbenannt wurde. Mit der Zeitschrift Mannus wurde zugleich ein eigenes Organ der Gesellschaft ins Leben gerufen, das mit der Mannus-Bibliothek eine monographische Reihe besaß und von ihrem Herausgeber Kossinna als Sprachrohr in der Auseinandersetzung um die deutsche Vorgeschichtsforschung genutzt wurde.
Insbesondere seitens Kossinnas wurde diese Auseinandersetzung zunehmend mit Herabsetzungen und Beleidigungen der Gegenseite geführt, die in seinen Augen Dilettanten und „Römerlinge“ waren. Kossinna, der seit Jahren angemahnt hatte, die Vorgeschichtsforschung brauche eine Vertretung in der Preußischen Akademie der Wissenschaften, wurde erneut übergangen, als 1912 Schuchhardt zu deren ordentlichem Mitglied gewählt wurde, um das Fach zu vertreten. Nun ließ sich Kossinna zu einem Schritt hinreißen, der ihn das verbliebene Wohlwollen vieler Vorgeschichtler kostete. Als im Mai 1913 bei Bauarbeiten der Eberswalder Goldschatz entdeckt wurde, übergab der Besitzer, Aron Hirsch, den Fund der Vorgeschichtlichen Abteilung der Königlichen Museen und beauftragte Schuchhardt mit der Veröffentlichung. Dem kam Kossinna noch im gleichen Jahr zuvor, indem er den Fund in Band 12 der Mannus-Bibliothek unter dem Titel Der Goldfund vom Messingwerk bei Eberswalde und die goldenen Kultgefäße der Germanen publizierte und sein Tun mit beleidigenden Äußerungen über die angebliche Inkompetenz Schuchhardts begründete.
Ganz im Sinne seines 1911 erschienenen Buchs Die deutsche Vorgeschichte, eine hervorragend nationale Wissenschaft, in dem Kossinna „typisch germanische“ Eigenschaften herausarbeitete, interpretierte er auch den Eberswalder Fund als „germanisch“. Mit Beginn des Ersten Weltkriegs trat dieser Konflikt jedoch in den Hintergrund.
Nach dem Ende des Krieges versuchte er mit den Ergebnissen seiner Forschungen erfolglos, Argumente für die staatliche Neuordnung der Ostgebiete des Deutschen Reiches zu liefern. Dies führte zum Bruch mit der polnischen Vorgeschichtsforschung, die vor allem durch seinen Schüler Jozef Kostrzewski vertreten wurde und nun in Anlehnung an Kossinnas Ansätze ihrerseits zur nationalen Wissenschaft erhoben wurde.
Mit seinen bereits zu seiner Zeit heftig umstrittenen methodischen Ansätzen bereitete Kossinna die nationalsozialistische Archäologie geistig vor. Er gehörte verschiedenen völkischen und antisemitischen Gruppierungen an. So war er Vorstandsmitglied des Alldeutschen Verbandes. 1928 wurde er öffentlicher Förderer und Mitgründer der Nationalsozialistischen Gesellschaft für deutsche Kultur. Er war auch Mitglied im „rassekundlichen“ Nordischen Ring, der die These vertrat, dass die Germanen die Elite der Weltkultur seien.

## „Siedlungsarchäologische Methode“
Kossinna, der erst um 1887 ein tiefergehendes Interesse an Archäologie und damit den materiellen Hinterlassenschaften vergangener Kulturen entwickelte, verfolgte in seinen diesbezüglichen Forschungen einen ganz eigenständigen methodischen Ansatz. Dieser postulierte, dass die ältesten schriftlichen Nachrichten zur Lokalisierung einer Völkerschaft sie als Träger des aus diesem Gebiet und der entsprechenden Zeit stammenden Fundmaterials definieren. Die materielle Hinterlassenschaft einer so gewonnenen „Kulturprovinz“ – in den Worten Hans Jürgen Eggers’ einem „geographischen Raum, in dem man in einer bestimmten Zeit immer wieder dieselben Gerätetypen, dieselben Grabformen, und dieselben Siedlungsformen feststellen“ könne – galt es nun in ihrer räumlichen Veränderung durch die Zeit zu verfolgen. So weit eine Formentwicklung einer bestimmten Fundgattung in die Vergangenheit zu verfolgen war, so weit war die Vorgeschichte des kulturtragenden Volkes identifizierbar. Unter dem eingängigen Begriff „siedlungsarchäologische Methode“ wurde dieser methodische Ansatz bekannt.
„Scharf umgrenzte Kulturprovinzen decken sich zu allen Zeiten mit ganz bestimmten Völkern oder Völkerstämmen.“ Diese Aussage Kossinnas, die sogenannte lex Kossinna, bildet die Grundlage seiner siedlungsarchäologischen Methode. Sie bezog sich nicht wie die moderne Siedlungsarchäologie Jankuhnscher Prägung auf die einzelnen Ansiedlungen oder Siedlungslandschaften, sondern auf die ethnische Interpretation archäologischer Kulturgruppen. Vor allem an der Erschließung der germanischen Vergangenheit interessiert, war Kossinna der Ansicht, dass archäologische Quellen die Siedlungsgebiete der Germanen klarer anzeigten als „...die trüben, zum mindesten stets unbestimmten Nachrichten, die uns die antiken Quellen ... bieten können.“ Ein weiteres Axiom der lex Kossinna sagte aus, dass – im Gegensatz zur Süd-Nord-Ausbreitung von kulturellen Erscheinungen, die keinen Wechsel der Kulturträgerschaft implizierten – „die von Norden nach Süden gerichteten Verpflanzungen zusammenhängender Culturen oder charakteristischer Theile derselben für Ergebnisse von Völkerbewegungen zu halten sind.“ Auf diesem Weg glaubte er, die Vorgeschichte der Germanen bis in die Bronzezeit zurückverfolgen und eine direkte Verbindung zu den Urindogermanen herstellen zu können. Deren Ausbreitung, die Ausbreitung der „weißen Rasse“, wie sie in ethnischer Definition ihrer Zeit weit verbreitet war und etwa auch von Oscar Montelius vertreten wurde, sah er von Nord- und dem westlichen Mitteleuropa nördlich der Alpen ihren Ausgang nehmen.

## Kritische Rezeption
Schon zu Lebzeiten war Kossinnas Ansatz der Kritik ausgesetzt. Durch die politische Bedeutung seiner Forschungen im Nationalsozialismus und den enormen Einfluss seines Nachfolgers Hans Reinerth kam es jedoch auch nach seinem Tode im Jahre 1931 zunächst zu keiner kritischen Aufarbeitung. 1941 publizierten Ernst Wahle oder auch 1944 Oscar Paret einige kritische Bemerkungen, 1959 befasste sich Hans Jürgen Eggers in seiner Einführung in die Vorgeschichte intensiv und kritisch mit der von Kossinna vertretenen Methode der ethnischen Deutung archäologischer Befunde.
Eggers wesentliche Kritikpunkte sind:
- keine klare Darlegung der Methode
- keine Definition von „Volk“ und „Völkerstämmen“
- keine Definition von Kulturprovinz (siehe dazu auch Kulturareal)
- Kulturen werden als homogene, ja monolithische Blöcke (verschiedene Typen/Ornamente, anthropologische Elemente, Grabbrauch/Bestattungssitte) angesehen
- keine hinreichende Begründung für die Gleichsetzbarkeit von archäologischer Provinz und ethnischer Einheit: Die durch Kossinna angeführten frühgeschichtlichen Beispiele sind vielfach nicht haltbar.
- Kontinuität wird vorausgesetzt
- inkonsequente Anwendung der eigenen Methode – Argumentation mit Einzeltypen (trotz gegenteiliger Behauptung), teilweise keine Beachtung von Grabungsbefunden
- willkürliche Unterscheidung von Handel und „Wanderung“
- keine Untersuchung der Ursachen von (angenommenen) Wanderungen
- teilweise keine Materialvorlage (z. B. nur flächig gezeichnete Verbreitungskarten)
- mangelnde Berücksichtigung von Erhaltungs- und Überlieferungsbedingungen
- unzulässige Vermischung verschiedener Disziplinen: methodisch nicht adäquate Verbindung von Archäologie und Sprachwissenschaft/Anthropologie
- nationalistische und teils rassistische Vorurteile, die insbesondere im Nationalsozialismus politisch ausgeschlachtet wurden.

Heinz Grünert stuft Kossinna als „Wegbereiter der nationalsozialistischen Ideologie“ ein.
Eine Untersuchung von Julia Katharina Koch vom Institut für Ur- und Frühgeschichte der Universität Kiel hat aufzeigt, dass die frühe archäologische Forschung im 19. Jahrhundert versucht hatte, die Frauenbewegung mit dem Verweis auf lang bestehende, naturgegebene Geschlechterrollen bloßzustellen. So hatte Kossinna als Antwort auf die feministische Forderung nach Gleichstellung „streng getrennte Wirkungskreise für Mann und Frau in der Vorgeschichte“ behauptet. Ein seit Beginn menschlicher Siedlungsformen existierender Geschlechterantagonismus ist, entsprechend der Vorstellung eines natürlichen nationalen Kollektivs, wesentlicher Bestandteil der Vorstellungswelt der politischen Rechten, der Kossinna angehörte. Diese wird aber in der archäologischen Forschung von keinerlei Evidenz bestätigt.

## Publikationen (Auswahl)
- Die deutsche Vorgeschichte, eine hervorragend nationale Wissenschaft. Curt Kabitzsch Verlag, Leipzig 1912. (Digitalisat der 7. Auflage, Leipzig 1936)
- Die Herkunft der Germanen. Zur Methode der Siedlungsarchäologie (= Mannus-Bibliothek. Band 6). Kabitzsch, Würzburg 1911.
- Der Goldfund vom Messingwerk bei Eberswalde und die goldenen Kultgefäße der Germanen (= Mannus-Bibliothek. Band 12). Kabitzsch, Würzburg 1913.
- Die deutsche Ostmark, ein Heimatboden der Germanen. Berlin 1919.
- Das Weichselland. Ein uralter Heimatboden der Germanen. Albert Wilhelm Kafemann, Danzig 1919.